# Perrigny-lès-Dijon
Perrigny-lès-Dijon – miejscowość i gmina we Francji, w regionie Burgundia-Franche-Comté, w departamencie Côte-d’Or.
Według danych na rok 1990 gminę zamieszkiwało 1381 osób, a gęstość zaludnienia wynosiła 206 osób/km² (wśród 2044 gmin Burgundii Perrigny-lès-Dijon plasuje się na 162. miejscu pod względem liczby ludności, natomiast pod względem powierzchni na miejscu 1131.).